# 松坂南
松坂 南（まつざか みなみ、1984年2月7日 - ）は、日本のグラビアアイドル、女優。
出身地は本人によるブログのプロフィールでは千葉県となっている。

## 来歴
2005年デビュー。2008年9月から松坂 南に改名。所属事務所はジェミーロード。

## 人物
趣味は日本舞踊、ピアノ演奏　特技は作詞、文章を書くこと、女性らしく動くこと。
胸が大きくて得したことは顔が小さく見えること。

## 作品

### シングル
| 枚  | 発売日        | タイトル       | 規格品番  |
| --- | ------------- | -------------- | --------- |
| 1st | 2010年3月24日 | どうぞこのまま | MLCN-1037 |
| 2nd | 2018年4月25日 | 先に行っている | GMRD-001  |

### イメージDVD
| 発売日   | タイトル                                                 | 規格品番                        | メーカー                   | 備考                                                           |
| 2005年   | 2005年                                                   | 2005年                          | 2005年                     | 2005年                                                         |
| -------- | -------------------------------------------------------- | ------------------------------- | -------------------------- | -------------------------------------------------------------- |
| 10月21日 | ニューディスト「露出」                                   | DFDV-0111                       | イーネット・フロンティア   | 藤森優希名義                                                   |
| 12月1日  | 月刊 隆行通信 VOL.8 森川結斐                             | RTD-008                         | スタジオ デュオ            | 森川結斐名義                                                   |
| 2006年   |                                                          |                                 |                            |                                                                |
| 8月18日  | Naked.                                                   |                                 | 心交社                     | もりかわゆい名義                                               |
| 11月17日 | 激写X 愛撫 Fカップお嬢様がついに…                        | SOPX-010                        | 日本メディアサプライ       | もりかわゆい名義                                               |
| 2008年   |                                                          |                                 |                            |                                                                |
| 9月26日  | 淫靡遊戯                                                 | BKDV-00277                      | ぶんか社                   | もりかわゆい名義                                               |
| 12月20日 | めがねっ娘                                               |                                 | ぶんか社                   | 共演：松下美保、吉岡蓮、姫神ゆり、柏木美里、堀内あみか         |
| 12月20日 | 女教師                                                   |                                 | ぶんか社                   | 共演：吉岡蓮、姫神ゆり、柏木美里、堀内あみか                   |
| 2009年   |                                                          |                                 |                            |                                                                |
| 1月31日  | L-cup 115                                                | MMR-072                         | スパイスビジュアル         | 初松坂南名義の作品                                             |
| 3月20日  | JUICY FRUIT                                              | JCF-023                         | 日本メディアサプライ       |                                                                |
| 5月15日  | JUICY FRUIT 2                                            | JCF-024                         | 日本メディアサプライ       |                                                                |
| 6月28日  | アイドル革命☆強ドル15                                    | KD-015                          | S.W.P                      |                                                                |
| 9月18日  | 115cm Lの挑発                                            | TSDV-41249                      | 竹書房                     |                                                                |
| 11月20日 | 乳フェス                                                 | SBVD-0055                       | グラッソ                   | 岡田真由香・松坂南                                             |
| 12月23日 | 暴乳                                                     | SBVD-0059                       | グラッソ                   |                                                                |
| 2010年   |                                                          |                                 |                            |                                                                |
| 1月29日  | 隆行通信 The Special Version Vol.2                       | RODO-1002                       | オルスタックソフト販売     | 出演：森川結斐、続麗子、神崎綾、沢本あすか、横山千香、星野智恵 |
| 4月23日  | ポロリ乳                                                 | ENFD-5216                       | イーネット・フロンティア   |                                                                |
| 8月5日   | SCANDALOUS BODY                                          | R-SDNI-002                      | SODクリエイト              | ヌードイメージ                                                 |
| 2013年   |                                                          |                                 |                            |                                                                |
| 2月28日  | 極限エロス、待った無し!                                  | JMRD-0018                       | グラッソ                   |                                                                |
| 5月10日  | 爆乳 115cm                                               | KIDM-356                        | キングダム                 |                                                                |
| 7月5日   | 巨乳物語                                                 | KIDM-370                        | キングダム                 |                                                                |
| 9月6日   | 爆乳アマゾネス                                           | KIDM-384                        | キングダム                 |                                                                |
| 12月20日 | 無修正（1）〜モルディブ編I〜/〜モルディブ編II〜（2枚組） | KIDM-413                        | キングダム                 |                                                                |
| 2015年   |                                                          |                                 |                            |                                                                |
| 7月31日  | お久しぶり。Lカップ!                                     | JMRD-0065                       | グラッソ                   |                                                                |
| 2016年   |                                                          |                                 |                            |                                                                |
| 8月13日  | 新・湯女ごころ                                           | YMGK-010（DVD） YMGKB-010（BD） | マーレーインターナショナル |                                                                |
| 2019年   |                                                          |                                 |                            |                                                                |
| 7月26日  | 南ちゃんの恋人                                           | APRI-0076                       | グラッソ                   | 3年ぶりのイメージ作品                                          |
| 2020年   |                                                          |                                 |                            |                                                                |
| 6月26日  | 黄昏                                                     | MMR-BM007                       | スパイスビジュアル         |                                                                |
| 9月25日  | しようよ                                                 | MMR-BM015                       | スパイスビジュアル         |                                                                |

### デジタル写真集
- Lカップ召し上がれ!（2013年6月、トライブレインカンパニー）
- JUICY☆BODY〜Lカップの衝撃〜（2008年11月27日、イースト・プレス）
- キレイなお姉サマ、たっぷんLカップ（2008年12月11日、イースト・プレス）
- 南風1号（山内順仁パララ）
- とびだせガールズ 潤音×松坂南（山内順仁パララ）
- Signals（山内順仁パララ）
- typhoon1（山内順仁パララ）
- typhoon2（山内順仁パララ）

## 出演

### テレビドラマ
- 危険なアネキ（2005年）

### 映画
- 想い出の渚（2007年、ミンスク 役）
- ダーク・ラブ 〜Rape〜（2008年、財津詩織 役）
- 金瓶梅 上巻（2008年、雁夫人 役、西門慶の母 役）
- 最高でダメな男 築地編（2010年、沖サクラ 役）
- The Ghost in you（2018年、ヨシコ 役）

### オリジナルビデオ
- 猫の家族（2005年、ウェイトレス）
- デスパレートな人妻たち 昼下がりのヨガスクール（2007年、三上曜子）
- 団地妻 濡れて愛焦がれた再会（2007年、亜由美）
- 団地妻 あの胸にもう一度（2007年、亜由美）

### ラジオ
- 松坂南のラジカントロプス2.0（2010年1月 - 3月、ラジオ日本）
- おしゃべりやってまーす 第1放送（2014年4月21日、ゲスト出演）
- 夢・音楽館（2018年5月27日、ゲスト出演）

### テレビ番組
時期不明
- 女優魂（日本テレビ）
- スーパーテレビ情報最前線（日本テレビ）
- クイズプレゼンバラエティー Qさま!!（テレビ朝日）
- 爆笑問題のバク天!（TBS）
- トリハダ（ABC）
- ネプベガス（TBS）
- 女子アナセクーシ放送局（東京デジタルニュース）- レギュラー出演
- πの殿堂
- マイナスイオン+α（スカパープレミアムサービスエンタ!959）- レギュラー出演。

2000年代
- 志村屋です。（2009年3月18日）- コーナー「志村診察室」に出演。
- アリケン（2009年4月25日）- コーナー「女子を見る目を養え!アリケンブラックジャック」 に出演。
- 『ぷっ』すま（2009年7月21日）- ザ・ギリギリマスター・水着コーナー
- FMW Getting HOT!熱くなってるか?（2009年12月26日）- イメージガールとして中継と司会を務める。

2010年代
- THE 1億分の8（2010年2月10日）
- 有吉反省会 第20回（2013年8月25日）
- DDTプロレス中継 さいたまースラム!（2014年）- 番組MC
- 聞けば知りたくなる天才たちの自由研究オモロン（2016年5月7日）- 婚活女子 役
- ダラケ! 〜お金を払ってでも見たいクイズ〜（2016年5月19日）
- カラなび歌謡曲（2018年6月11日 - 18日）- ゲスト出演

### Web番組
- KEIBAギャルズ（2008年8月24日 -？？？、GyaO）- レギュラー出演。
- 山の手アイドル牧場（2016年4月 - 7月、ニコ生）- レギュラー出演
- ティアックストアの部屋♪（2017年8月7日、ニコ生）- ゲスト出演
- もっと楽しいフィリピン（2018年5月 - 、YouTube）- MC担当

### 舞台
2009年
- 花（10月、劇団ZAPPA）すず 役

2013年
- SAKURA（3月、劇団空感エンジン）春 役
- 解体OK（4月、劇団空感エンジン）山下美和 役
- ハッピーエンド（5月、劇団Winday’s）梢祥子 役
- LIFE〜未来のあなたのために〜（5月、劇団空感エンジン）薫 役
- KEIKI（6月、劇団空感エンジン）樋口一葉 役
- 君死にたまふことなかれ（8月、劇団空感エンジン）尾崎冬子 役
- チエコ（10月、劇団空感エンジン）田村俊子 役

2014年
- 美しすぎない女（2月、劇団空感エンジン）小嶋麻理子 役
- LINE〜1986-2014〜（4月、劇団空感エンジン）武田久美子 役
- LIFE〜空を見よう 星を見よう〜（5月、劇団空感エンジン）薫 役
- Suki×Sukiスナック〜スナックへ飲みに行こう〜（7月、劇団空感エンジン）ママ 役
- 第六天魔王の最期〜夏目漱石推理帳〜（12月、劇団空感エンジン）夏目鏡子 役

2015年
- Suki×Sukiスナック2〜スナックへ飲みに行こう〜（1月、劇団空感エンジン）ママ 役
- 想い出パレット〜乙女の戦、両国場所〜　（3月、劇団空感エンジン）おじょー 役
- LIFE（5月 劇団空感演人）薫 役
- それいけ遠山一座!〜伊豆公演編〜（6月、劇団空感演人）伊東百恵 役
- 時計〜僕がいる理由〜（7月、劇団空感演人）サク 役
- Suki×Sukiスナック3〜スナックへ飲みに行こう〜（9月、劇団空感演人）ママ 役
- 海ゆかば〜ひめゆり学徒隊の祈り〜（11月、劇団空感演人）山里順子看護婦長 役

2016年
- 蜘蛛の巣〜SPIDERS WEB〜（2月、劇団空感演人）ミスピーク 役
- 飯田家の最期（3月、劇団空感演人）淑子 役
- Suki×Sukiスナック4〜スナックへ飲みに行こう〜（4月、劇団空感演人）ママ 役、なるみ 役
- 六畳一間で愛してる（6月、劇団空感演人）坂井沙織里 役
- 永遠の空〜知覧特攻早春賦〜（6月 - 7月、劇団グスタフ・FPアドバンス、 新宿村LIVE）ハル 役
- ヒカケン〜非科学的超常現象研究のなんでもない1日〜（8月、Anbition）東紀子 役
- ろまんす（9月、劇団空感演人）恵 役
- 想い出のブライトンビーチ（10月、劇団グスタフ）ブランチ 役
- また逢おうと竜馬は言った（11月、劇団空感演人）石倉ともみ 役

2017年
- 十二人の怒れる人々（1月、劇団空感演人）3号 役
- あの日の笑顔を忘れない（2月、劇団空感演人）福澤結季 役
- HOME〜素晴らしき日の最後の一杯〜（4月、劇団空感演人）生ハムメロン 役
- 腐テキ☆REVOLUTION〜君こそ勇者〜（5月、劇団空感演人）早乙女順子 役、花川千広 役
- それゆけ!遠山一座〜掴め!アメリカン・ドリー!!ニューヨーク公演篇〜（6月、劇団空感演人）佐々木真実 役
- BOX-SING（7月、beginningプロモーション）高田すみれ 役
- 株式会社リージョナル 朗読劇「日に向かう花」（7月、会場：大宮サンパレス）プロデュース、脚本 、主演・若菜 役
- THE WORLD'S END〜遠くて近い場所に〜（8月、劇団空感演人）大場朱里 役
- echo chamber〜もうひとつの事実、不都合な真実〜（9月、FavoriteBananaIndians）劇中歌作詞、皇神子 役
- 好きよキャプテン（10月、南塾）桃子先生 役、謎男 役、ハルビンママ 役、副会長 役　

2018年
- エーテルコード（1月、FavoriteBananaIndians）仙石智美 役
- 12人の怒れる奴ら（1月、Alexandritestage）陪審員3号 役
- 戯曲「紙風船」（2月、Fairyangelplomotion）妻 役
- それゆけ！遠山一座〜フォースの覚醒や！大阪公演篇〜（2月、劇団空感演人）御堂筋道子 役
- LivingoftheDead（2月、AlexandliteStage）鹿羽礼子 役
- ある女の、ある物語。（3月、AlexandliteStage）松本有希 役
- バラエティーモンスター（5月、A-garage）ゲスト出演
- Suki×Sukiスナック5〜スナックへ飲みに行こう〜（7月、劇団空感演人）主演・ママ 役
- サヨナラダケガジンセイダ（9月、劇団空感演人）山崎富栄 役　
- 日本橋ドロップス 第四缶（11月、A-garage）

2019年
- 菅生ゼミ休講のお知らせ（1月、Alexandrite sutage）紫水みなみ 役
- 男はつらいかも～ケン坊見聞録～（2月、劇団空感演人）龍子 役
- 火の風にのって（3月、劇団空感演人）磯崎昌子 役
- そう、そこはいまも楽園（5月、CCB）沢木クリス 役
- 並ぶひと（5月、スターズ☆シアター）横内仁美 役
- 佐藤家のぬかどこ（5月、劇団空感演人）佐藤寛子 役
- 夢で逢えたら 二幕（6月、スターズ☆シアター）竹内直子 役
- ひまわりの唄（6月、スターズ☆シアター）高木葵 役
- Suki×Sukiスナック6～スナックへ飲みにいこう～（7月、劇団空感演人）主演・ママ 役
- Milky Way Faraway～七夕伝説慰問～（7月、FBI）美と愛の女神アプロディーテ 役
- 黄昏が変わる頃（9月、声劇会・YOU1プロジェクト）咲 役
- 桃まつり Princess Party2019 早紀 役
- 何かのアクション起こしまSHOW 即興劇&ライブ出演

## 出版

### 写真集
- ヒトリジメ（撮影：山岸伸）※限定品
- MINAMILK（2009年10月24日、彩文館出版、撮影：斉木弘吉）ISBN 978-4775604410
- luxury（2010年3月12日、竹書房）ISBN 978-4812441558 初のヘアヌード写真集
- MAX M（2012年11月25日、彩文館出版）ISBN 978-4775605271 ヘアヌード写真集

### 書籍
- ミナミのハダカ〜グラビアアイドル10年の系譜〜 著者：松坂南（2013年9月、ブライト出版）

### グッズ
- 松坂南3Dマウスパッド（2015年5月発売、yahooきゅうすた店）

## その他

### イメージガール
- 2006年二葉科学イメージガール
- 2008年厚木中央自動車教習所 伊勢原自動車学校イメージガール
- 2009年復活FMWイメージガール

### 作詞
- AM1.34（2010年）
- 心愛（JOYSOUNDにてカラオケ&MV 配信限定）
- BALLAD（未発表曲）
- G-angel（未発表曲）
- 真実の扉（アイドルversion/ダンサブルversion）
- Fairly tale!
- 慕い（未発表曲）
- 郷愁（未発表曲）